# Internationales Comicfestival in Łódź

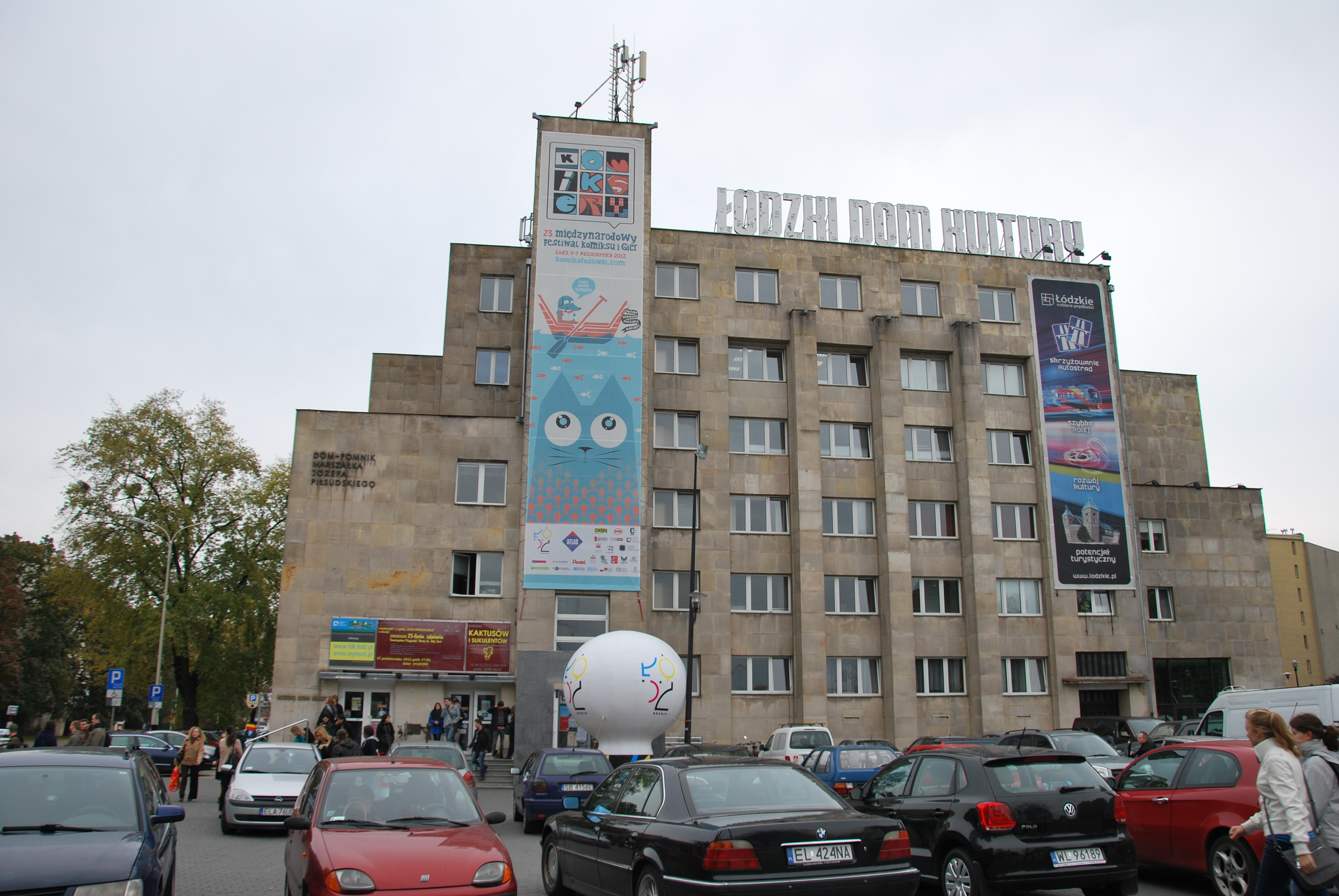
Das Kulturhaus in Łódź zum 23. Festival

Das Internationale Comicfestival in Łódź (Międzynarodowy Festiwal Komiksu w Łodzi) ist die größte Veranstaltung für Comickunst in Mittel- und Osteuropa mit Ausstellungen, Künstlerständen, Seminaren, Podiumsdiskussionen und einem Wettbewerb. Das dreitägige Festival findet in der zentralpolnischen Stadt Łódź seit 1991 jährlich statt und wird vom Kulturhaus der Stadt (Łódzki Dom Kultury) und der Künstlergesellschaft Contur (Stowarzyszenie Twórców Contur) organisiert. Direktor des Festivals ist Adam Radoń.
Am während des Festivals stattfindenden Wettbewerb können alle Interessierten teilnehmen, auch die Thematik ist frei. Bedingung ist allerdings, dass die Werke bisher unveröffentlicht sind. Bewertet werden die Arbeiten durch eine Jury in den Kategorien Profis und Newcomer. Teilweise gibt es weitere Kategorien.
Zu den bekannten Gästen des Festivals gehörten unter anderem Grzegorz Rosiński, Stan Sakai, Marvano, Mawil, Pat Mills, Clint Langley, Zbigniew Kasprzak, Karel Saudek, Henryk Chmielewski, Tadeusz Baranowski, Janusz Christa, Bogusław Polch, Szarlota Pawel, Milo Manara, Bohdan Butenko, Jean Giraud, Brian Azzarello und Simon Bisley.
Im Rahmen des Festivals findet seit 2006 das Projekt City Stories statt. Dabei werden Comics gezeichnet und ausgestellt, die sich mit der Stadt Łódź beschäftigen. Die Themen waren 2006 Erste Erzählungen (Pierwsze opowieści), 2007 Legenden von Łódź. Erinnerungen an den Mühlenfürsten (Łódzkie legendy. Pamięci Księżego Młyna).